# Damian Lazarus
Damian Lazarus (* 20. Jahrhundert) ist ein britischer Techno-Produzent und -DJ.
Damian Lazarus war von 1993 bis 1996 Redakteur bei Dazed & Confused. Danach wurde er A&R bei London Records und wurde verstärkt selbst als DJ in London aktiv. Ab 2000 begannen internationale Auftritte. 2004 gründete er sein Label Crosstown Rebels. 2009 erschien sein Debütalbum Smoke The Monster Out bei Get Physical Music. 2010 mixte er eine Fabric-Live-Session.

## Diskografie (Auswahl)

### Alben
- 2009: Smoke The Monster Out
- 2015: Message From The Other Side
- 2018: Heart of Sky
- 2020: Flourish
- 2022: Beijing Spring (Music Inspired by The Film)

### Singles
- 2009: Neverending
- 2009: Moment
- 2014: Lover´s Eyes
- 2015: Vermillion
- 2017: I Found You
- 2017: Fly Away
- 2020: Mountain